# Нижнекасиново
Нижнекасиново — село в Курском районе Курской области России. Входит в состав Брежневского сельсовета.

## География
Село находится в центральной части Курской области, в пределах южной части Среднерусской возвышенности, в лесостепной зоне, на левом берегу реки Большая Курица, при автодороге 38Н-182, на расстоянии примерно 7 километров (по прямой) к северо-западу от города Курска, административного центра района и области. Абсолютная высота — 171 метр над уровнем моря.

### Климат
Климат характеризуется как умеренно континентальный, с относительно жарким летом и умеренно холодной зимой. Среднегодовая температура воздуха — 5,5 °С. Средняя температура воздуха самого тёплого месяца (июля) — 18,7 °C (абсолютный максимум — 37 °С); самого холодного (января) — −9,3 °C (абсолютный минимум — −35 °С). Безморозный период длится около 152 дней. Среднегодовое количество атмосферных осадков составляет 587 мм, из которых 375 мм выпадает в период с апреля по октябрь. Снежный покров образуется в первой декаде декабря и держится в среднем 125 дней.

### Часовой пояс
Село Нижнекасиново, как и вся Курская область, находится в часовой зоне МСК (московское время). Смещение применяемого времени относительно UTC составляет +3:00.

## Население
| 2002 | 2010 |
| ---- | ---- |
| 170  | ↘142 |

### Половой состав
По данным Всероссийской переписи населения 2010 года в половой структуре населения мужчины составляли 47,9 %, женщины — соответственно 52,1 %.

### Национальный состав
Согласно результатам переписи 2002 года, в национальной структуре населения русские составляли 99 %.

## Инфраструктура
Личное подсобное хозяйство. В селе 102 дома.

## Транспорт
Нижнекасиново находится , в 5,5 км от автодороги федерального значения М2 «Крым» (часть европейского маршрута E 105), на автодорогe межмуниципального значения 38Н-182 (М-2 «Крым» – Верхняя Медведица – Разиньково), в 17,5 км от ближайшей ж/д станции Курск (линии: Орёл — Курск, Курск — 146 км и Льгов I — Курск).
В 136 км от аэропорта имени В. Г. Шухова (недалеко от Белгорода).